# Giulietta e Romeo (Zandonai)
Giulietta e Romeo è un'opera di Riccardo Zandonai su libretto di Arturo Rossato. Fu rappresentata per la prima volta al Teatro Costanzi di Roma il 14 febbraio 1922.
Gli interpreti della prima rappresentazione furono:
| Personaggio                | Interprete        |
| -------------------------- | ----------------- |
| Giulietta Capuleto         | Gilda Dalla Rizza |
| Romeo Montecchio           | Miguel Fleta      |
| Isabella                   | Agnese Porter     |
| Tebaldo                    | Carmelo Maugeri   |
| Il cantatore Un Montecchio | Luigi Nardi       |
| Gregorio Famiglio          | Nello Palai       |
| Sansone                    | Mario Pinheiro    |
| Bernabò                    | Michele Fiore     |
| Una donna                  | Lucia Torelli     |
| Un banditore               | Ernesto Besanzoni |

Direttore d'orchestra era lo stesso Zandonai; maestro del coro era Achille Consoli, regista Romeo Francioli, scenografo Pietro Stroppa.

## Trama
La vicenda si svolge a Verona e Mantova.